# Югозападен университет
Югозападният университет „Неофит Рилски“, съкратено ЮЗУ „Неофит Рилски“, е висше учебно заведение, основано през 1976 г. в Благоевград, България.
Акредитирано е от Националната агенция за оценяване и акредитация за срок от шест години на 20 септември 2018 г. с оценка 9.30 (НАОА към Министерски съвет на Република България). Високата оценка е гаранция за качество на образователната услуга в 80 бакалавърски и магистърски програми след завършено средно образование, 121 магистърски програми след завършено висше образование и 88 докторски програми. Обучението се провежда в 30 професионални направления, в областта на хуманитарните, техническите, управленските, природните, социалните, педагогическите, правните и икономическите науки, изкуствата, здравните грижи, общественото здраве и спорта, сигурността и отбраната и др.
Според Асоциацията на европейските журналисти – България и Програмата „Достъп до информация“ университетът води дела шамари (дела, които нямат за цел да защитят легитимен интерес) срещу преподавател, съобщил публично нередни практики в учебното заведение, довели до разследвания и разкрития от висок обществен интерес.

## Адрес
- Благоевград, 2700
- ул. „Иван Михайлов“ 66
- Електронна поща: info@swu.bg

## Материална база
- ЮЗУ „Неофит Рилски“ разполага с модерна и богата материална база и образователна инфракструктура за провеждане на качествено образование, научни изследвания, художественотворчески и спортни дейности.
- Университетът разполага с 8 учебни корпуса, с учебен театър, концертни и изложбени зали, филмово, телевизионно и звукозаписно студио.
- Югозападният университет разполага със собствена библиотека, която притежава богата колекция от над 200 000 тома научна литература и достъп до различни международни бази данни.
- Висшето училище притежава спортна база - многофункционален закрит спортен комплекс, център за функционални изследвания, лаборатории по физиотерапия, спортно-възстановителен център, стадиони, открити спортни площадки и други.
- Университетският център „Бачиново“ се намира на 3 км от центъра на Благоевград, където се провеждат семинари, научни конференции, спортни лагери и др. Едноименният спортно-възстановителен център към комплекса предлага на посетителите сауна, парна баня, контрастен душ, джакузи, богата гама от SPA терапии и масажи. Освен това центърът разполага и с напълно оборудван фитнес център, зала за тенис на маса и велосипеди за разходка сред природата.
- Университетът осигурява възможност за настаняване на своите студенти и докторанти в общежития и разполага с един студентски стол.
- Университетът има свое издателство и печатна база.

## Структура
Структурата на университета включва 9 факултета: 
- Правно-исторически факултет,
- Природо-математически факултет,
- Стопански факултет,
- Филологически факултет,
- Философски факултет,
- Факултет „Обществено здраве, здравни грижи и спорт“,
- Факултет по педагогика,
- Факултет по изкуствата
- Технически факултет.